# Tilbageblik på Idioterne
|  | Denne artikel er oprettet af botten PalnaBot ud fra en ekstern database. Den kan derfor have sproglige fejl eller mangler. Denne skabelon kan fjernes efter kontrol af indholdet. |

Tilbageblik på Idioterne er en dokumentarfilm instrueret af Erik Lennart Petersen efter manuskript af Erik Lennart Petersen.